# Мгуни, Мусавенкоси
Мусавенкоси (Муса) Мгуни (англ. Musawengosi "Musa" Mguni; 8 апреля 1983, Булавайо, Зимбабве) — зимбабвийский футболист, нападающий.

## Биография

### Клубная карьера
Начал выступления на родине в клубе «Мотор Экшн». Позже играл в двух клубах из ЮАР: «Хелленик» и «Орландо Пайретс». С 2005 года по 2008 год играл на Кипре за клуб «Омония». 5 июня 2008 года был куплен клубом из ОАЭ, «Аль-Шабаб» (Дубай) за 1 500 000 евро.
17 июня 2009 года перешёл в украинский клуб «Металлург» (Донецк). В феврале 2011 года перебрался в «Терек». В июне 2013 года вернулся в свой бывший клуб «Металлург» (Донецк). Вышел в матче против донецкого «Шахтёра», в которой получил травму ахилла. В январе 2014 года покинул команду в статусе свободного агента.

### Карьера в сборной
Сыграл три матча в составе сборной Зимбабве в 2004 году.